# Anaspis graeca
Anaspis graeca is een keversoort uit de familie bloemspartelkevers (Scraptiidae). De wetenschappelijke naam van de soort is voor het eerst geldig gepubliceerd in 1895 door Schilsky.